# Vrinnevisjukhuset
Vrinnevisjukhuset är ett länssjukhus i Norrköping som grundades 1988 och drivs av Region Östergötland. Sjukhuset har omkring 310 vårdplatser och cirka 2 200 anställda. Det samarbetar även med Medicinska fakulteten vid Linköpings universitet, samt övriga vårdcentraler och sjukhus i regionen.